# 布拉霍維申卡 (第聶伯羅區)
48°24′23″N 34°36′4″E / 48.40639°N 34.60111°E
布拉霍維申卡（烏克蘭語：Благовіщенка），是烏克蘭東部第聶伯羅彼得羅夫斯克州第聶伯羅區尼古拉伊夫卡市镇内的村落。處於蘇哈蘇拉河畔，海拔高度91米，2001年人口343。